# Аймурзаєв Джолмурза Мурзайович
Джолмурза́ Мурза́йович Аймурза́єв (30 жовтня 1910–1996) — один з основоположників каракалпацької літератури.

## Життєпис
Заслужений діяч мистецтв (з 1946).
Член КПРС з 1946.
Народився в Чимбайському окрузі Каракалпацької АРСР. Друкується з 1927. Найкращі твори: роман «На березі Аму-Дар'ї» та п'єси «Лейтенант Ельмуратов», «Бердах», «Раушан». Ряд віршів і поем присвятив Україні: «У вогні», «Аральське море» (про Т. Г. Шевченка).

## Переклади
Перекладач Пушкіна, Шевченка, Франка.

## Твори

### Російські переклади
- Заря над Аму. Ташкент, 1956;
- Проделки Камекбая. Ташкент, 1958.

### Каракалпацькі переклади
- Мені тринадцятий минало (Тараса Шевченка).